# Geschwister-Scholl-Gymnasium (Ludwigshafen)
Das Geschwister-Scholl-Gymnasium Ludwigshafen (Abkürzung: GSG) ist ein Gymnasium der Stadt Ludwigshafen am Rhein. Es ist benannt nach Hans und  Sophie Scholl, den Geschwistern Scholl.

## Geschichte
Die Geschichte der Schule reicht ins Jahr 1875 zurück, damals wurde eine Bürgerinitiative zur Gründung einer höheren Unterrichtsanstalt für Mädchen ins Leben gerufen. Die Initiative erreichte, dass am 3. Mai 1875 der Unterricht für 60 Schülerinnen aufgenommen werden konnte. Bereits 1876 wurde die Schule auf Beschluss des Ludwigshafener Stadtrates zur städtischen Lehranstalt erhoben. Ein Jahr später wurde die stufenweise Einrichtung von sechs Gymnasialklassen genehmigt. Ab 1919 wurde ein Realgymnasium an die Schule angegliedert, auf dem 1923 erstmals eine Reifeprüfung für 12 Schülerinnen durchgeführt wurde. Am 4. Juni 1924 wurde die Schule in Mädchenlyzeum umbenannt. 1938 wurde die Schule im Rahmen der Gleichschaltung des Schulwesens zur Mädchenoberschule. Am 6. September 1943 wurde das Schulgebäude bei einem Bombenangriff weitgehend zerstört, der Unterricht wurde in benachbarte Gemeinden verlegt. Nach den Kriegsjahren begann ab 1950 der Wiederaufbau der Schule, die nun in Neusprachliches und Naturwissenschaftliches Mädchengymnasium mit Lyzeum
umbenannt wurde. Erneut erhielt die Schule 1964 einen neuen Namen, als sie in Städtisches Geschwister-Scholl-Gymnasium umbenannt wurde. 1968 erfolgte die Verstaatlichung der Schule. Zehn Jahre später wurde die Koedukation eingeführt. In den Jahren 1986 bis 1991 erfolgte eine umfassende Renovierung des Schulgebäudes. Seit 1991 steht auf dem Vorplatz der Schule ein Denkmal, welches an die „Weiße Rose“, die studentische Widerstandsgruppe rund um Hans Scholl, erinnert. Im Jahr 2021 wurde der Platz vor der Schule in „Platz der Weißen Rose“ umbenannt.

## Besonderheiten
Das Gymnasium hat einen bilingualen Zweig Französisch. Es findet ein regelmäßiger Austausch mit Frankreich statt. In einem Informations- und Dokumentationszentrum nach französischem Vorbild finden sich französische Bücher und Zeitschriften sowie Multimedia. Mit dem AbiBac kann am Geschwister-Scholl-Gymnasium ein in Deutschland und Frankreich gleichermaßen anerkannter Abschluss abgelegt werden.
Außerdem bietet das Gymnasium eine Konflikt- und Mobbingberatung an. Jedes Jahr rund um den 22. Februar, dem Todestag der Namensgeber der Schule, findet der Geschwister-Scholl-Tag statt. Dabei beschäftigen sich die Schüler verschiedener Jahrgangsstufen mit dem Anliegen von Hans und Sophie Scholl und mit der Frage, was es heute heißt, sich gegen Unrecht und Gewalt einzusetzen. Seit 2015 ist das GSG eine Schule ohne Rassismus – Schule mit Courage. Im Februar 2024 wurde das Geschwister-Scholl-Gymnasium außerdem als vierte Schule in Rheinland-Pfalz als eine „Schule der Vielfalt“ ausgezeichnet.
Eine weitere Spezialisierung des GSG ist die IPS (Informatik-Profil-Schule). Hierbei können Schüler ab der 6. Klasse zusätzlichen Informatikunterricht nehmen. Dieser findet nachmittags statt und bringt den Kindern die Informatik nahe. Ergänzend dazu lässt sich ab der Klassenstufe 11 ein Informatik-Leistungskurs wählen.

## Persönlichkeiten

### Lehrer
- Ella Weiß (1910–1995), 1968 bis 1972 Lehrerin am Geschwister-Scholl-Gymnasium, Politikerin

### Schüler
- Christoph Breuer (* 1971), Sportökonom, Sportsoziologe und Hochschullehrer
- Dörte Schall (* 1977), Politikerin (SPD)
- Julian Kawohl (* 1979), Strategie- und Managementfunktionär sowie Hochschullehrer